# Benedikt Carpzov
Benedikt Carpzov, chiamato anche Benedikt Carpzov il Giovane, o in lingua italiana, Benedetto Carpzovio (Wittenberg, 27 maggio 1595 – Lipsia, 30 agosto 1666), è stato un giurista e avvocato tedesco.
È considerato uno dei padri della giurisprudenza tedesca. Utilizzava spesso lo pseudonimo Ludovicus de Montesperato.

## Biografia
Benedikt era il figlio di Benedikt Carpzov il Vecchio, della facoltosa famiglia dei Carpzov. Crebbe a Colditz, dove venne istruito da suo padre attraverso tutori privati. Iniziò a frequentare facoltà filosofiche e giuridiche nel 1610 presso l'Università di Wittenberg insieme al fratello Konrad. I suoi studi, che presto si riferirono esclusivamente alla giurisprudenza, continuarono nel 1615 all'Università di Lipsia e nel 1616 all'Università di Jena. Dopo essere tornato a Wittenberg nel 1618, il 3 dicembre dello stesso anno discusse la sua tesi con Wolfgang Hirschbach, per poi conseguire la laurea in legge il 16 febbraio 1619.
Ad aprile decise di lasciare nuovamente Wittenberg per un viaggio educativo in Italia. Arrivò a Roma da Venezia, dove imparò l'italiano, viaggiò a Napoli, in Francia, in Inghilterra e in Olanda. In quest'ultimo paese ricevette una lettera da suo padre, che lo informava che il principe elettore di Sassonia Giovanni Giorgio I gli aveva promesso un posto come funzionario nel tribunale regio a Lipsia. Il 25 aprile 1620 prestò giuramento come Assessore straordinario e nel 1623 come Assessore ordinario. Nel 1632 salì a Senior dell'istituzione, mentre lavorò dal 1636 alla Corte d'Appello di Lipsia e dal 25 giugno 1639 presso il Consiglio della Corte Superiore.
Nell'agosto del 1644 il principe elettore lo nominò membro del Consiglio di giustizia di Dresda. Nonostante ciò, non rimase mai in carica per la morte del sindaco di Dresda Sigismund Finckelthaus. Tornò con la sua famiglia il 25 marzo 1645 a Lipsia e assunse la cattedra presso la facoltà di giurisprudenza dell'Accademia di Lipsia. Il 24 febbraio 1648 assunse la reggenza della Corte Reale. Venne congedato nel 1661 per motivi di età e morì nella città sassone cinque anni dopo, il 30 agosto 1666.
Venne inumato nella Paulinerkirche di Lipsia. Il suo epitaffio venne salvato prima della demolizione della chiesa nel 1968 e restaurato nel 2011.

## Pensiero
Carpzov è ricordato come un autore conservatore, ordinato e sintetico, che seppe dare però un apporto fondamentale nella promulgazione di un sistema legale indipendente nel Sacro Romano Impero. La sua opera più famosa è la Practica nova Imperialis Saxonica rerum criminalium, nella quale rappresenta il diritto penale sostanziale e la legge sulla procedura penale, partendo dall'inizio del XVII secolo. Attraverso questo libro la rappresentazione della legislatura criminale tedesca venne vista in maniera così dettagliata e inquietante, che per un secolo ci si è ricondotti a lui come un'autorità legislativa. L'ultima grande opera di Carpzov, Processus juris in foro Saxonica, è usata da molti anni come un libro di testo valido nella formazione del diritto processuale.
Fortemente radicato nella cristianità del suo tempo, Carpzov risultò uno scrupoloso religioso anche nel campo della giustizia criminale, tanto da venire influenzato dalla scuola di Salamanca, in particolare dal giurista spagnolo Diego de Covarrubias y Leyva. Un criminale era considerato un ribelle, in pratica un insulto a Dio stesso. In definitiva, per Carpzov, l'autore del reato non era solo un trasgressore che aveva violato un divieto statale, ma anche un peccatore che si era ribellato a Dio. Oltre alla pena ricevuta, la punizione del condannato doveva avere anche la funzione di monito per il resto della popolazione, al fine di evitare nuove trasgressioni alla legge.
Nei propri casi criminali, Carpzov cercò di minimizzare sempre l'uso della tortura e di assolvere il tale colpevole piuttosto che condannare una persona innocente. Nei processi contro le streghe, della cui esistenza non dubitò mai, si dice tuttavia che abbia decretato un gran numero di condanne a morte. Nonostante ciò, non vi è traccia di alcun coinvolgimento di Carpzov in una condanna a morte per stregoneria.

## Famiglia

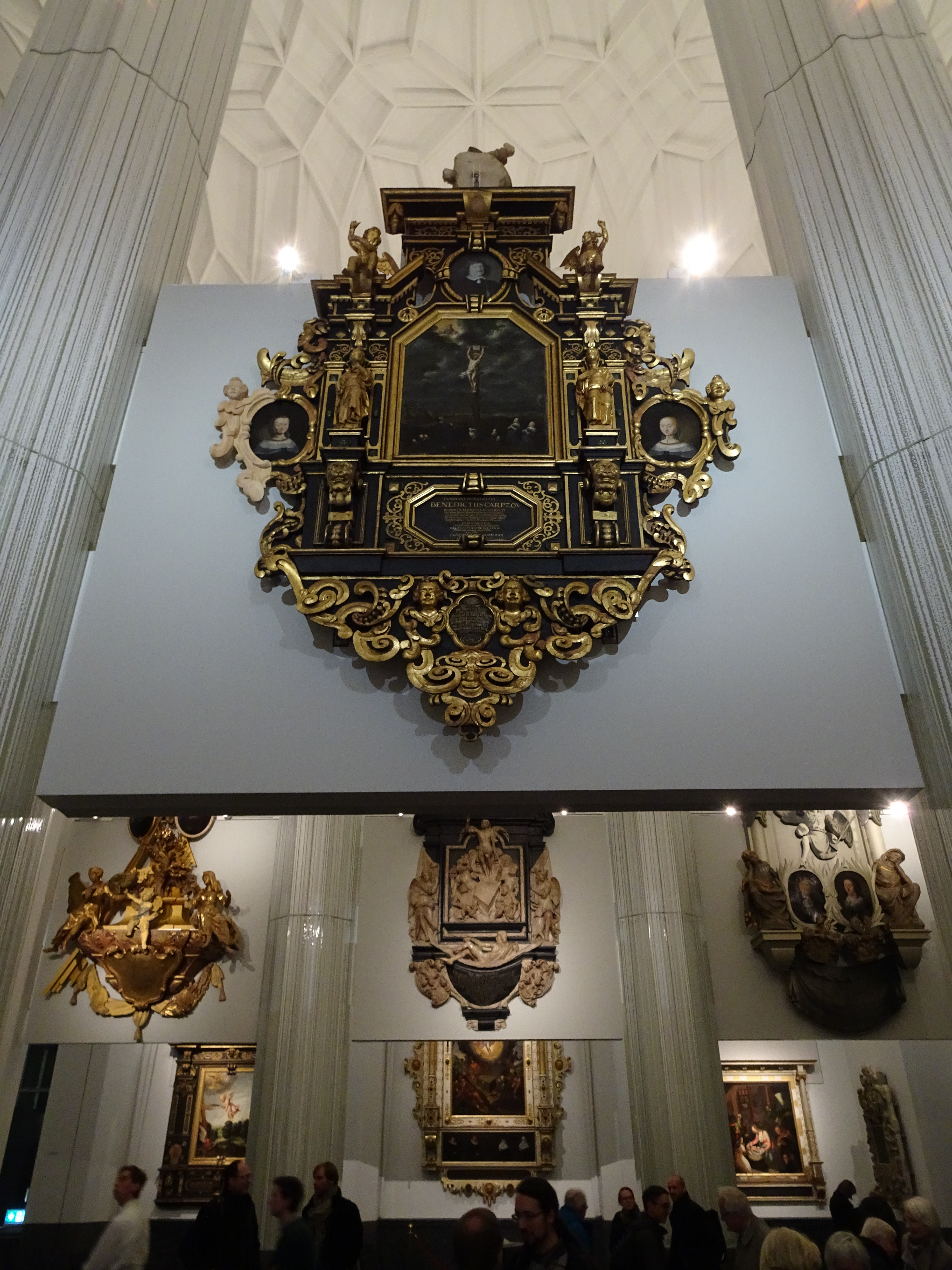
Epitaffio di Carpzov alla Paulinerkirche (2017)

Il 28 agosto 1627 Benedikt Carpzov contrasse il primo matrimonio con Regina Cramer von Clausbruch (nata il 20 giugno 1603 a Lipsia e deceduta il 14 giugno 1637), figlia del conte di Meuselwitz Heinrich Cramer von Claußbruch (morto il 31 agosto 1615) e di sua moglie Catharina Vollkommer. Durante i dieci anni di matrimonio con Regina sono nati tre figli maschi e due femmine, tutti morti in gioventù: Benedikt, Heinrich Julius, Benedict Heinrich, Regina Elisabeth e Regina Christina.
Si sposò in seconde nozze il 15 novembre 1640 con Catarina Burchard, figlia di Mauritius Burchard, docente di teologia all'Università di Lipsia. Dal matrimonio la coppia non ebbe figli.

## Riconoscimenti
Nel 2001 venne dedicata al giurista una via nella città di Lipsia, la Carpzovstraße.

## Opere
- Practica nova imperialis Saxonica rerum criminalium. Wittenberg 1635, Francoforte sul Meno, 1752 Nachweis zu Digitalisaten der Ausgabe 1670
- Peinlicher Sächsischer Inquisition und Achts-Prozeß. Lipsia 1638, 1733
- Processus juris in foro Saxonica. Francoforte sul Meno 1638, Jena 1657, 1708
- Responsa juris electoralia. Leipzig 1642
- Jurisprudentia ecclesiastica seu consistorialis. Hannover 1649, 1721
- Jurisprudentia forensis Romano-Saxiona. Francoforte sul Meno 1638, Lipsia 1721

### Enciclopedie
- Theodor Muther:(DE) Theodor Muther, Carpzov, Benedict II., in Allgemeine Deutsche Biographie, vol. 4, Lipsia, Duncker & Humblot, 1876,  p. 11–20.
- Erich Döhring:(DE) Erich Döhring, Carpzov, Benedict, in Neue Deutsche Biographie, vol. 3, Berlin, Duncker & Humblot, 1957, ISBN 3-428-00184-2,  pp. 156  s. (online).
- Walther Killy (Hrsg.): Literaturlexikon: Autoren und Werke deutscher Sprache. Band 2, S. 374, Bertelsmann-Lexikon-Verlag, Gütersloh und München 1988–1991 (CD-ROM Berlin 1998 ISBN 3-932544-13-7)